# نگران نباش، حال من خوب است
نگران نباش، حال من خوب است (به فرانسوی: Je vais bien, ne t'en fais pas؛ به انگلیسی: Don't Worry, I'm Fine) فیلمی فرانسوی به کارگردانی فیلیپ لیورت و محصول سال ۲۰۰۶ میلادی می‌باشد که برپایهٔ رمانی به همین نام ساخته شده است.
این فیلم در سی و دومین جشنوارهٔ سزار، جوایز «بهترین بازیگر زن» و «بهترین بازیگر مکمّل مرد» را از آنِ خود کرد.